# تیپین
تیپین (به لاتین: Typin) یک منطقهٔ مسکونی در لهستان است که در Gmina Tomaszów Lubelski واقع شده‌است.